# Sydney Cricket Ground
El Sydney Cricket Ground es un estadio multipropósito ubicado en la ciudad de Sídney, en Australia. Tiene capacidad para albergar a 44 000 espectadores y fue abierto al público en 1848.
Es sede de la New South Wales Cricket Association de críquet y se utiliza para los partidos de local de los New South Wales Blues del Sheffield Shiled y la One-Day Cup. Los Sydney Sixers de la Big Bash League de críquet también juegan allí. El estadio ha albergado más de cien test internacionales de críquet desde 1882; actualmente se suele jugar allí la primera semana de enero.
Además, los Sydney Swans de fútbol australiano juegan desde 1982 en el Sydney Cricket Ground. Anteriormente, la final de la Liga de Rugby de Nueva Gales del Sur y la National Rugby League se jugó allí entre 1913 y 1987 salvo excepciones, hasta la construcción del Sydney Football Stadium.
Los Juegos de la Mancomunidad de 1938 estuvieron centrados en el Sydney Cricket Ground. En el estadio se realizaron además conciertos musicales de Michael Jackson, Madonna y Green Day entre otros.

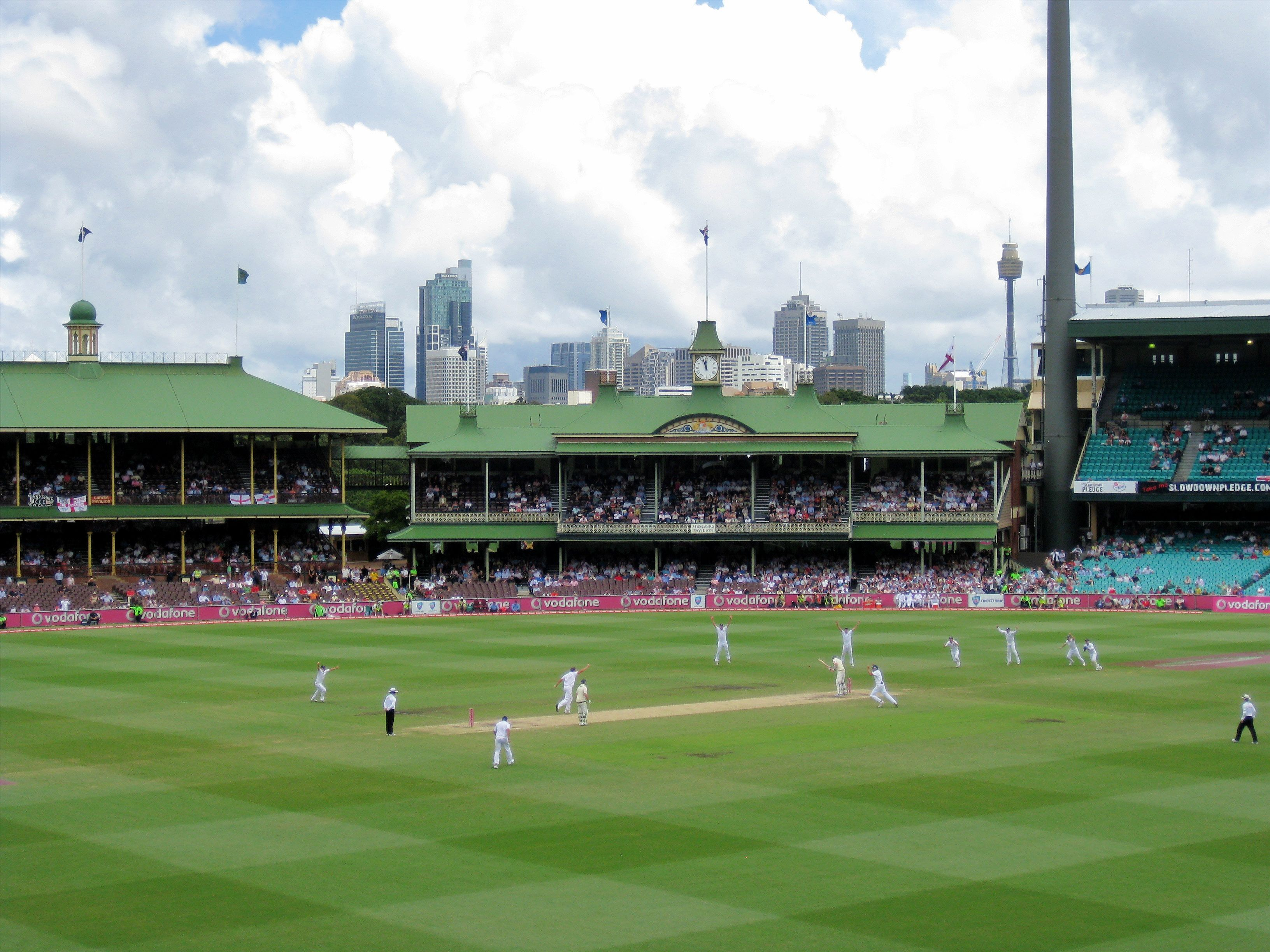
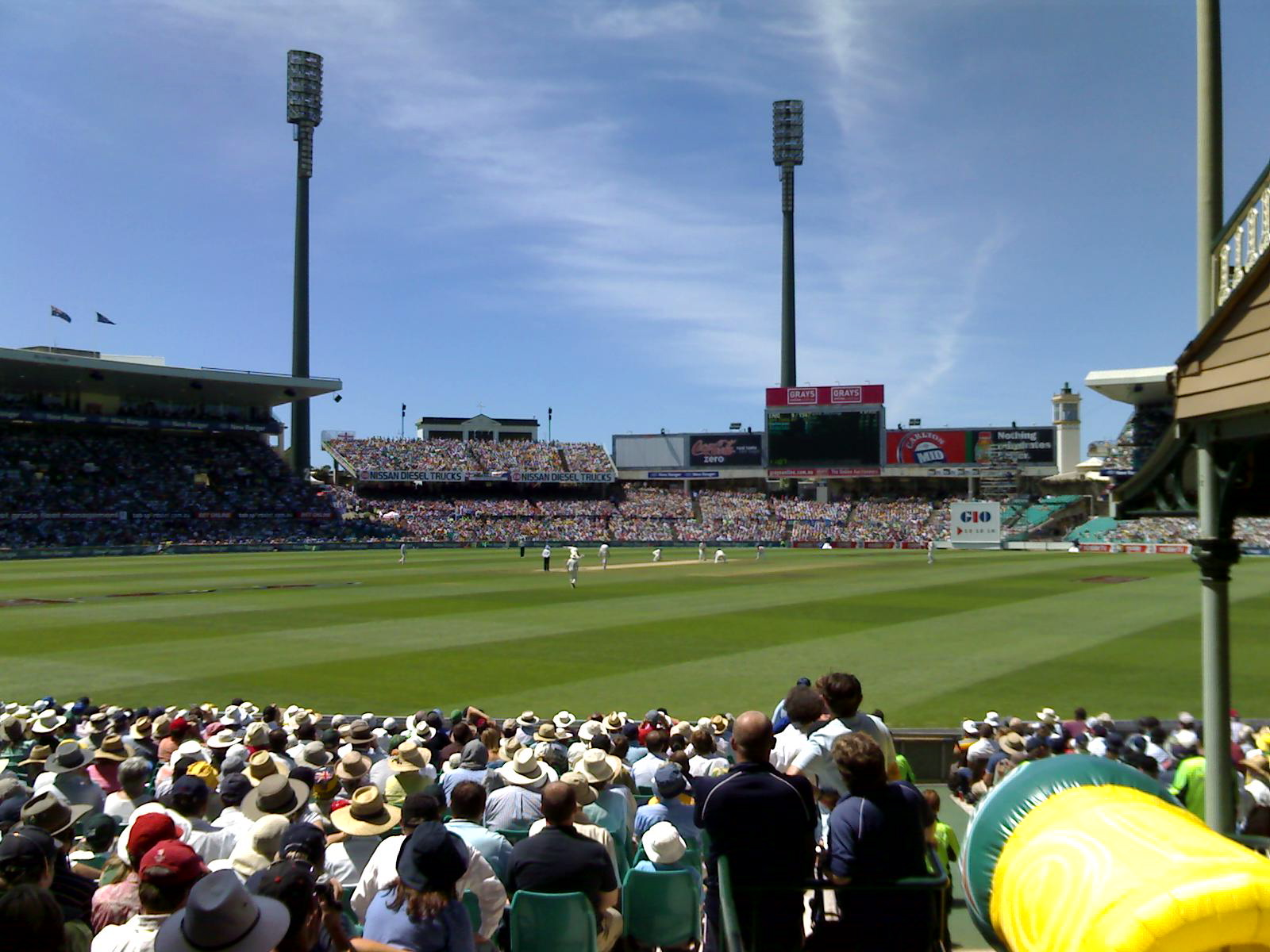
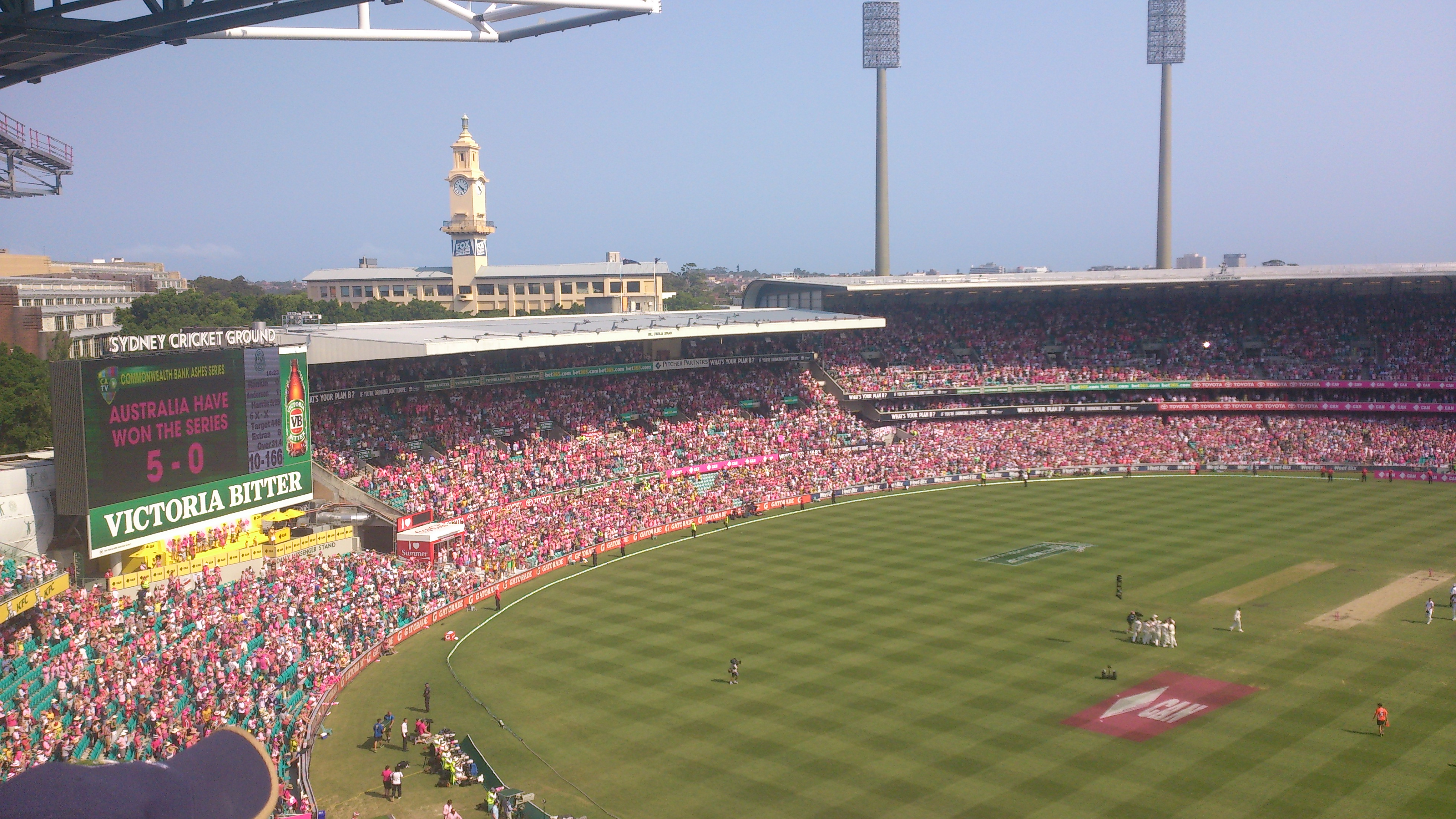